# Zwarte bremblindwants
De zwarte bremblindwants (Heterocordylus genistae) is een wants uit de familie van de blindwantsen (Miridae). De soort werd het eerst wetenschappelijk beschreven door Giovanni Antonio Scopoli in 1763 .

## Uiterlijk
De matzwarte wants is altijd macropteer (langvleugelig) en kan 4 tot 4,5 mm lang worden. Het lichaam is zwart met witte haartjes, het mannetje is langwerpig en het vrouwtje is ovaler van vorm.  
Zowel de pootjes als de antennes zijn geheel zwart. Het tweede antennelid is geleidelijk verdikt naar het eind toe. Bij de vrouwtjes is dit opvallender dan bij de mannetjes. De Nederlandse soorten uit het genus Heterocordylus lijken veel op elkaar. Zo lijkt de zwarte bremblindwants op de valse zwarte bremblindwants (Heterocordylus leptocerus), deze heeft echter een tweede antennesegment dat cilindrisch van vorm is. Hij lijkt ook op de bruinscheenbremblindwants (Heterocordylus tibialis), die heeft echter een doorzichtig deel van de vleugels dat grijs is en niet zwart en de zwarte pootjes hebben bruine schenen. Tot slot kan de wants verward worden met de sleedoornblindwants (Heterocordylus tumidicornis), die ziet er nagenoeg hetzelfde uit maar heeft gedeeltelijk bruine dijen en antennes en leeft zoals de naam al aangeeft op sleedoorn en niet op brem.

## Leefwijze
De soort overwintert als eitje en leeft op verfbrem (Genista tinctoria) en andere soorten uit dit geslacht en op brem (Cytisus scoparius). Er is een enkele generatie per jaar en de volgroeide wantsen kunnen van juni tot eind augustus gevonden worden in warme droge gebieden op brem, waar ze aan de bloemen zuigen en jagen op bladluis (Aphidoidea).

## Leefgebied
Het leefgebied in Nederland neemt af, de soort wordt alleen nog waargenomen op Terschelling en is zeer zeldzaam. Het verspreidingsgebied strekt zich uit van Europa tot de Kaukasus in Azië.